# Jason et la Conquête de la Toison d'or
 (avril 2018).
Si vous disposez d'ouvrages ou d'articles de référence ou si vous connaissez des sites web de qualité traitant du thème abordé ici, merci de compléter l'article en donnant les références utiles à sa vérifiabilité et en les liant à la section « Notes et références ».
Jason et la conquête de la Toison d’or est un roman fantastique et mythologique écrit par Christian Grenier et illustré par Elene Usdin. 
Il a été publié aux éditions Nathan en 2006.
Ce roman reprend le récit mythologique de Jason et sa conquête de la Toison tout en l’adaptant aux jeunes lecteurs. Ce récit est issu de la série Contes et Légendes qui compte plus de douze récits et reprend différents mythes fondateurs comme Hercule ou Paris.

## Résumé
Jason, un jeune orphelin, fête ses 20 ans en compagnie de ses amis princes ou fils de dieux. Le centaure Chiron décide de ce jour spécial pour lui offrir un cadeau, le récit de son histoire, l’histoire de son père. Chiron lui révèle que le roi d’Iolkos, Pélias, est l’usurpateur de son véritable père Éson le roi légitime. Afin de récupérer le trône que son oncle a usurpé, le jeune prince part à la rencontre de son oncle et conclut un marché avec l’usurpateur : il ira chercher la célèbre toison d’or en échange du trône. Embarquant à bord de l’Argo, avec cinquante valeureux compagnons dont le célèbre Héraclès, il se risque dans des contrées inconnues. Avec l’aide des dieux, il devra faire face à de nombreux dangers : combattre des géants, des nymphes envoûtantes, des sirènes maléfiques, des harpies terrifiantes…

## Personnages principaux
- Jason : Héros grec, fils d’Eson et d’Alcimède et héritier légitime du trône. Jason est le petit-fils de Créthée et l’arrière-petit-fils d’Éole, le dieu des vents.
- Médée : fille du roi Aeétès, Médée est une magicienne. Elle tombe amoureuse de Jason, l’aide à conquérir la Toison d’Or et l’épouse.
- Héraclès, aussi nommé Hercule : héros grec, fils de Zeus et d’Alcmène, rendu célèbre par sa force et ses douze travaux.
- Athéna : fille de Méthis (la Sagesse) et de Zeus, Athéna est la déesse de la Guerre et de l’Intelligence créatrice. Elle symbolise la bienveillance, la loyauté, la générosité et elle protège les lettres, les sciences et les arts.
- Pélias : Fils de Poséidon, demi-frère d’Éson et oncle de Jason. Il est celui qui a usurpé le trône d’Iolkos. Il est le père d'Astéropie, Antinoé et d'Acaste.
- Eson : aussi nommé Aeson. Il s'agit du mari d'Alcimède et du père de Jason. Il est le roi légitime de Iolkos, mais a été trahi par son frère Pélias qui lui volé le trône.
- Eetes: le roi de Colchide qui possédait la toison d'or.

## Publications
- Édition originale : 2006, éditions Nathan[4]
- Rééditions : 2011, éditions Nathan[5]